# Mariño (khu tự quản)
Mariño là một khu tự quản thuộc bang Nueva Esparta, Venezuela. Thủ phủ của khu tự quản Mariño đóng tại Porlamar. Khự tự quản Mariño có diện tích 39 km2, dân số theo điều tra dân số ngày 21 tháng 10 năm 2001 là 84534 người.